# Xu Shu
 (décembre 2018).
Si vous disposez d'ouvrages ou d'articles de référence ou si vous connaissez des sites web de qualité traitant du thème abordé ici, merci de compléter l'article en donnant les références utiles à sa vérifiabilité et en les liant à la section « Notes et références ».
Xu Shu (168-232/234) était l'un des conseillers de Liu Bei pendant l'ère des Trois Royaumes en Chine. Il est aussi connu sous le nom de Dan Fu, un pseudonyme qu'il aurait pris pour échapper à une accusation de meurtre. Jeune, il étudia auprès de Sima Hui avec Zhuge Liang et Pang Tong.
Cao Cao l'admirait beaucoup et désirant le prendre à son service, il captura sa mère et l'emmena à la capitale. Xu Shu, qui était connu pour sa piété filiale, quitta Liu Bei pour Cao Cao alors qu'il avait promis de ne jamais le servir. Cependant, avant de quitter Liu Bei il lui recommanda Zhuge Liang comme stratège : ce dernier devint le grand stratège du Royaume de Shu.
Quand il rejoignit sa mère, elle avait été outragée et s'était pendue. Xu Shu resta fidèle à son serment de fidélité à Cao Cao et ne lui dit rien à ce propos. Cependant, juste avant la bataille de la Falaise rouge, lorsque Pang Tong conseilla à Cao Cao d'attacher les bateaux afin que les soldats n'aient pas le mal de mer, Xu Shu qui était un ami d'enfance de Pang Tong comprit tout de suite que ce dernier rusait pour aider l'attaque par le feu de Zhou Yu, mais il ne dit rien à Cao Cao.
Xu Shu demandant alors à Pang Tong comment s'échapper, celui-ci lui conseilla de répandre une rumeur selon laquelle Ma Teng et Han Sui menaient une rébellion contre Cao Cao, au moment même de la bataille. Cao Cao envoya Xu Shu mater la rébellion et ce dernier profita de l'occasion pour rejoindre Liu Bei 